# Ieri e Oggi mix vol. 1
Az Ieri e Oggi ('Tegnap és ma') Gigi D'Agostino 2010-ben megjelent albuma.
Gigi 2010. május 6-án jelentette be hivatalos fórumán új mixlemeze megjelenését. Az album június 1-jén jelenik meg. Május 27-én Gigi feltöltötte a lemezt hivatalos YouTube-csatornájára 9 részletben, 4 nappal a hivatalos bolti megjelenés előtt. A lemez 80 perces, és 34 számot foglal magában.

## Számlista
1. Gigi D'Agostino – Stay with Me
2. Lento Violento Man – Farfuglia
3. Lento Violento Man – Idea costante
4. Gigi D'Agostino – Words are so easy to say
5. Lento Violento Man – Parlotta
6. Noise Maker – Monoposto
7. Gigi D'Agostino – Nostalgia solare
8. Gigi D'Agostino – What the Bam
9. Zeta Reticuli – Benomale
10. Robert Miles feat. Maria Nayler – One & One
11. Gigi D'Agostino & Sud Sound System – Radici Dag
12. Gigi D'Agostino – Piccola stella senza cielo (Oratorio Dag)
13. Lento Violento Man – Per Comunicare
14. Lento Violento Man – Borgata Dag
15. Lento Violento Man – Impicciato
16. Lento Violento Man – Bollettino Dag
17. Gigi D'Agostino – Godfather Film Music (Oratorio Dag)
18. Gigi D'Agostino – Go West (Oratorio Dag)
19. Mastro "G" feat. Fred Cannone – Balla (Gigi D'Agostino Balla Mix)
20. Orchestra Maldestra – Buzzica (Luca Noise Trip)
21. Gigi D'Agostino – Ogni volta che vai via
22. Gigi D'Agostino – Oltrepassando
23. Gigi D'Agostino – Again (Gigi D'Agostino Tanz)
24. System F – Out of the blue
25. Gigi D'Agostino – Chariots of Fire (Oratorio Dag)
26. Gigi D'Agostino – Con il Nastro Rosa
27. Gigi D'Agostino – I'm in you
28. Gigi D'Agostino – A volte io mi perdo (Demo)
29. Lento Violento Man – Rito Magico
30. Lento Violento Man – Calabrese
31. Lento Violento Man – Vaporetto
32. Lento Violento Man – Testa Alta (E pugno al cielo)
33. Lento Violento Man – Bisogna Lavorare
34. Gigi D'Agostino – Limpida

## Érdekességek
- Gigi D'Agostino 1998 óta nem adott ki számot Noise Maker néven.
- A "What the Bam" című szám a 2008-as Suono Libero-n megjelent "Into the Bam" újradolgozása
- A "Go West" című szám a Pet Shop Boys azonos című számának feldolgozása.
- A "Chariots of Fire" a Vangelis szám remixe.
- A "Calabrese" című szám igazából Eminem – Slim Shady című számának a Quello che mi Piace rádióadásban megismert remixe.